# Берестейське відділення Білоруської залізниці
Транспортне республіканське унітарне підприємство «Берестейське відділення Білоруської залізниці» (біл. Транспартнае рэспубліканскае унітарнае прадпрыемства «Брэсцкае аддзяленне Беларускай чыгункі») — одне з шести відділень Білоруської залізниці. Управління Берестейського відділення розташоване у місті Берестя Берестейської області, на стику залізниць з різною шириною колій і є сполучною ланкою між Східною та Західною Європою.

## Історія
1869 року прокладена залізниця у межах сучасної Берестейській області, за рахунок казни було побудовано невелику дільницю від приватної залізниці Варшава — Тереспіль до Кобринського форштадту Берестейсько-Литовської фортеці. Залізниця була відкрита 1 листопада 1869 року і передана в експлуатацію залізниці Варшава — Тереспіль 16 (28) листопада 1869 року.
1871 року місто Берестя стало головним залізничним вузлом, що утворене шляхом об'єднання двох станцій, що належали різним залізницям. Через 10 років у Бересті різні державні та приватні залізниці вже мали 5 станцій, що працювали у шести напрямках: Варшава, Граєво, Холм, Ковель, Москва, Брянськ. На початку XX століття Берестейський залізничний вузол перетинали Московсько-Берестейська, Привісленська, Південно-Західна та Поліські залізниці. Було створено 7 станцій, 5 локомотивних депо, 2 вагонних депо, 2 дистанції колії, дистанцію сигналізації та зв'язку. У першому десятилітті XX століття розпочався процес механізації управління стрілками та сигналами.

Старовинні світлини вокзала Берестя-Центральний
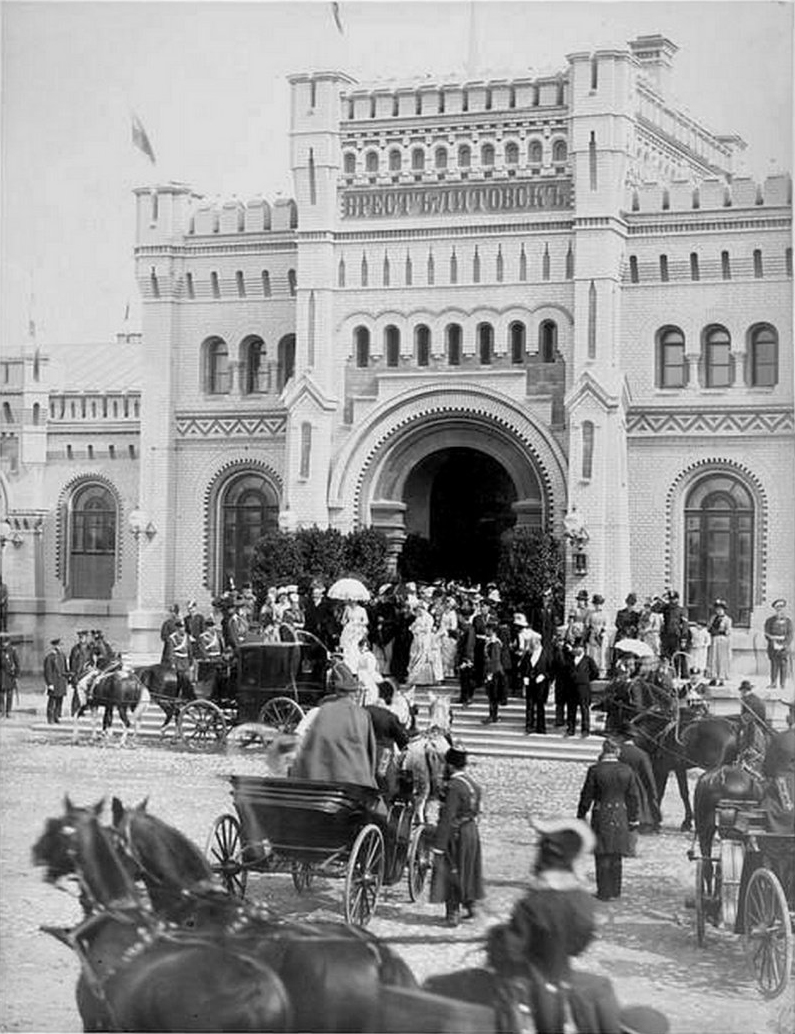
1886
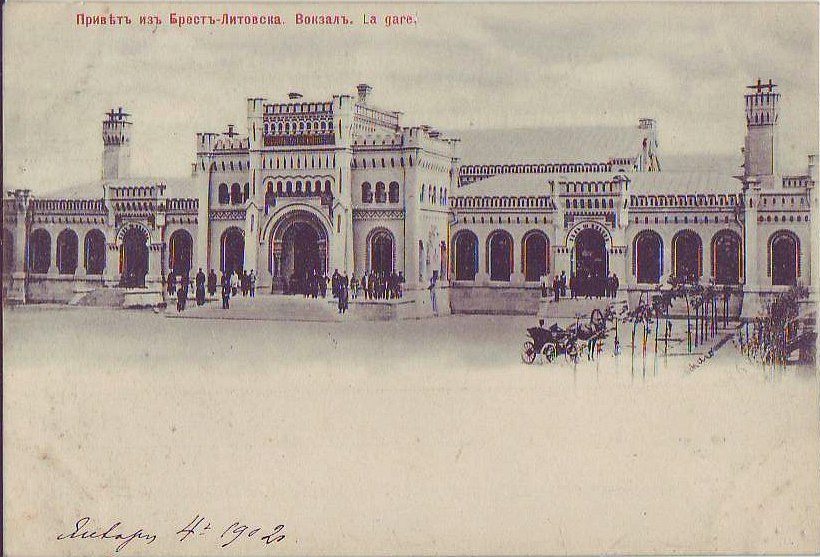
1900
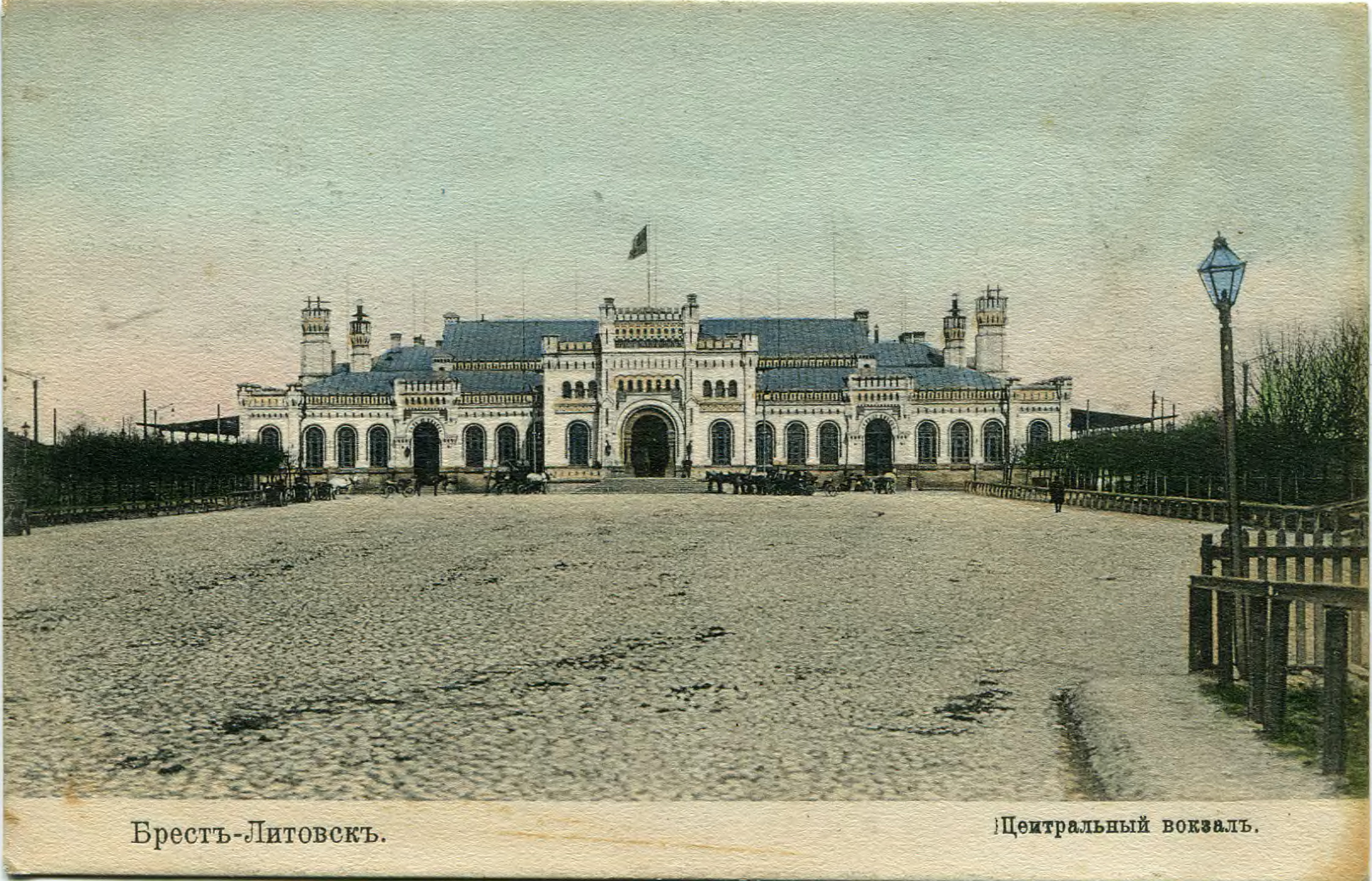
1903
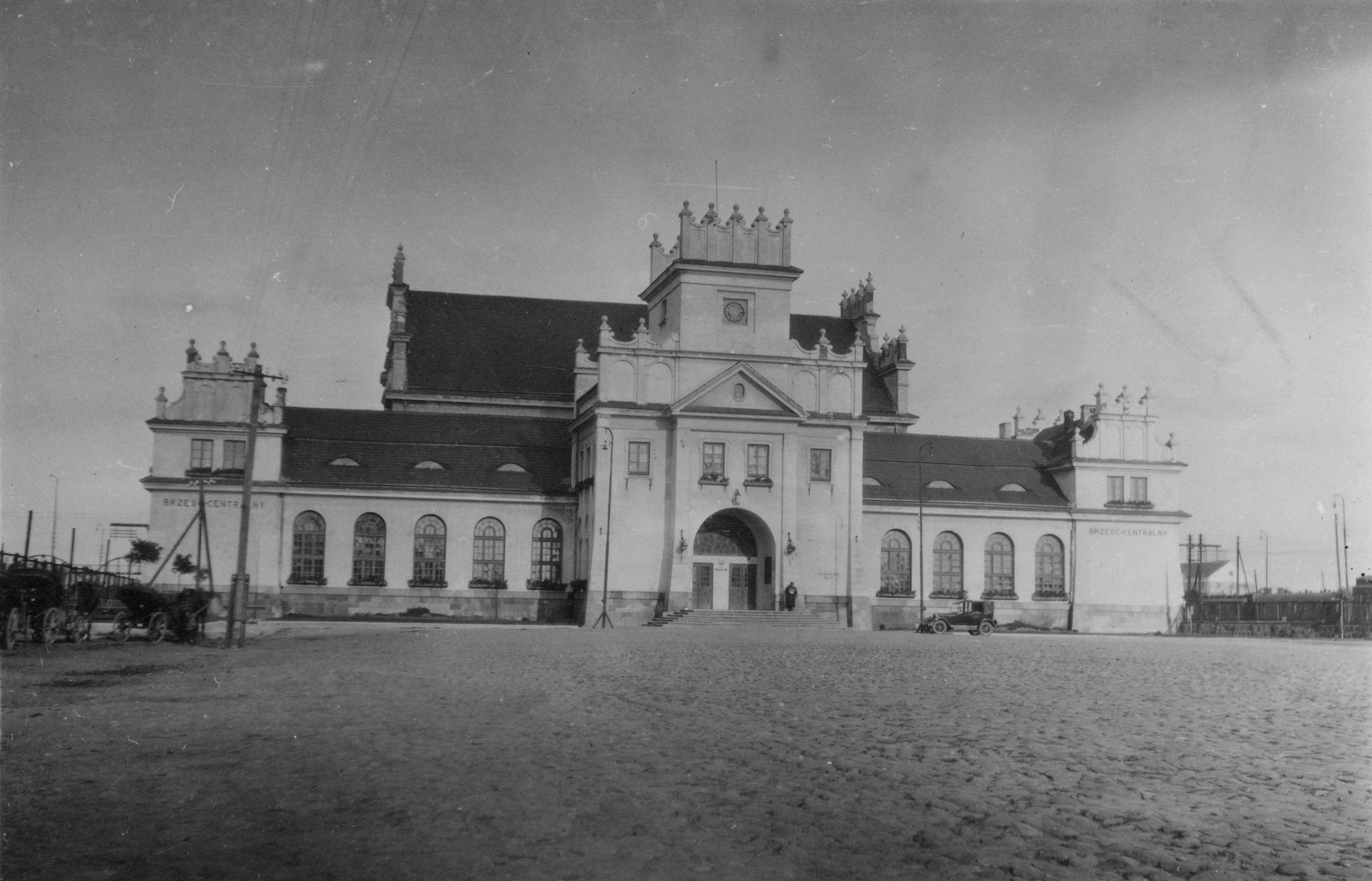
1932
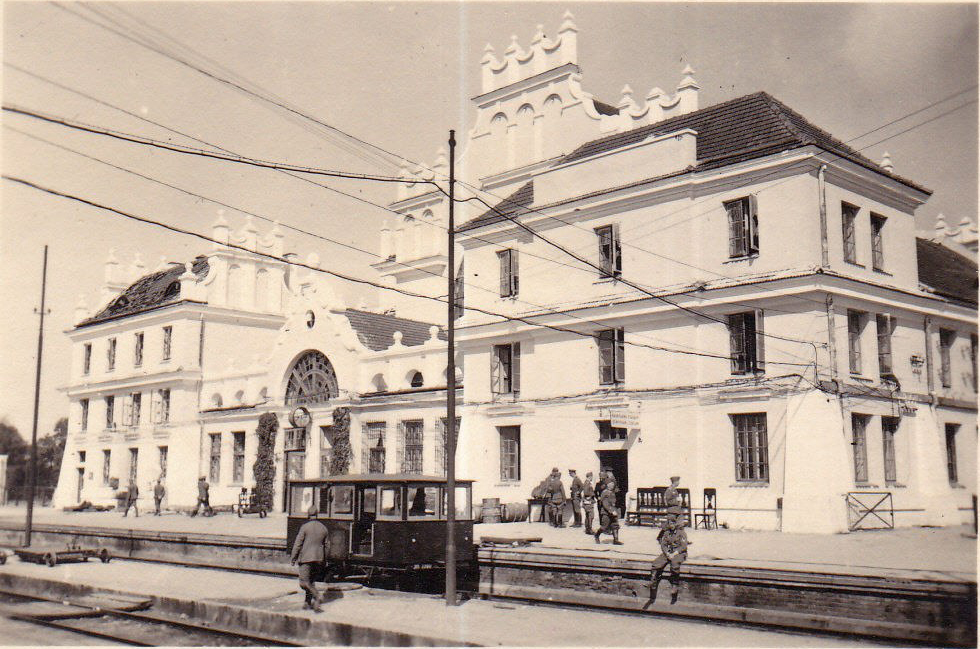
1941

Впродовж 1919 по 1939 років Берестя було частиною Вільнюської дирекції, в результаті чого залізничний вузол не розвивався. Крім того, частина двоколійних дільниць була перетворена на одноколійні (Берестя — Лунинець та Берестя — Черемха), а чотириколійна дільниця Берестя — Жабинка стала двоколійною.
2 грудня 1939 року, за розпорядженням наркома зв'язку № 229/С, створено Берестейське (Берестейсько-Литовське) відділення, яке очолював Елін Лев Давидович (з 1939 по 1941 роки).

## Сучасний стан
Берестейське відділення розташоване в межах таких станцій (включно): Лісна, Ловча, Хотислав, Володава, Високо-Литовськ і включає 33 станції, з яких Берестя-Східний та Берестя-Північний позакласні, та 44 пасажирських зупинних пунктів.

Вокзал станції Берестя-Центральний
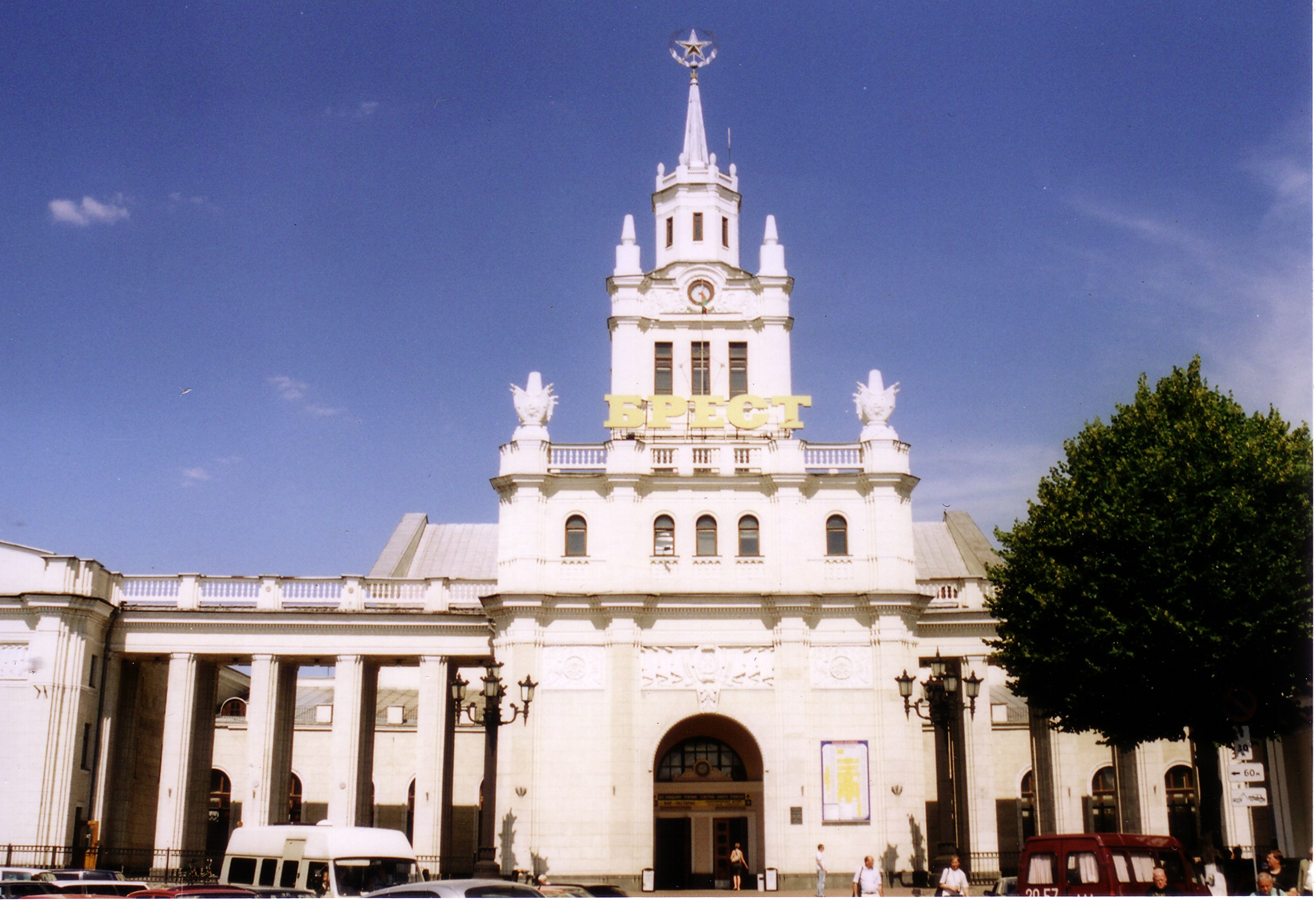
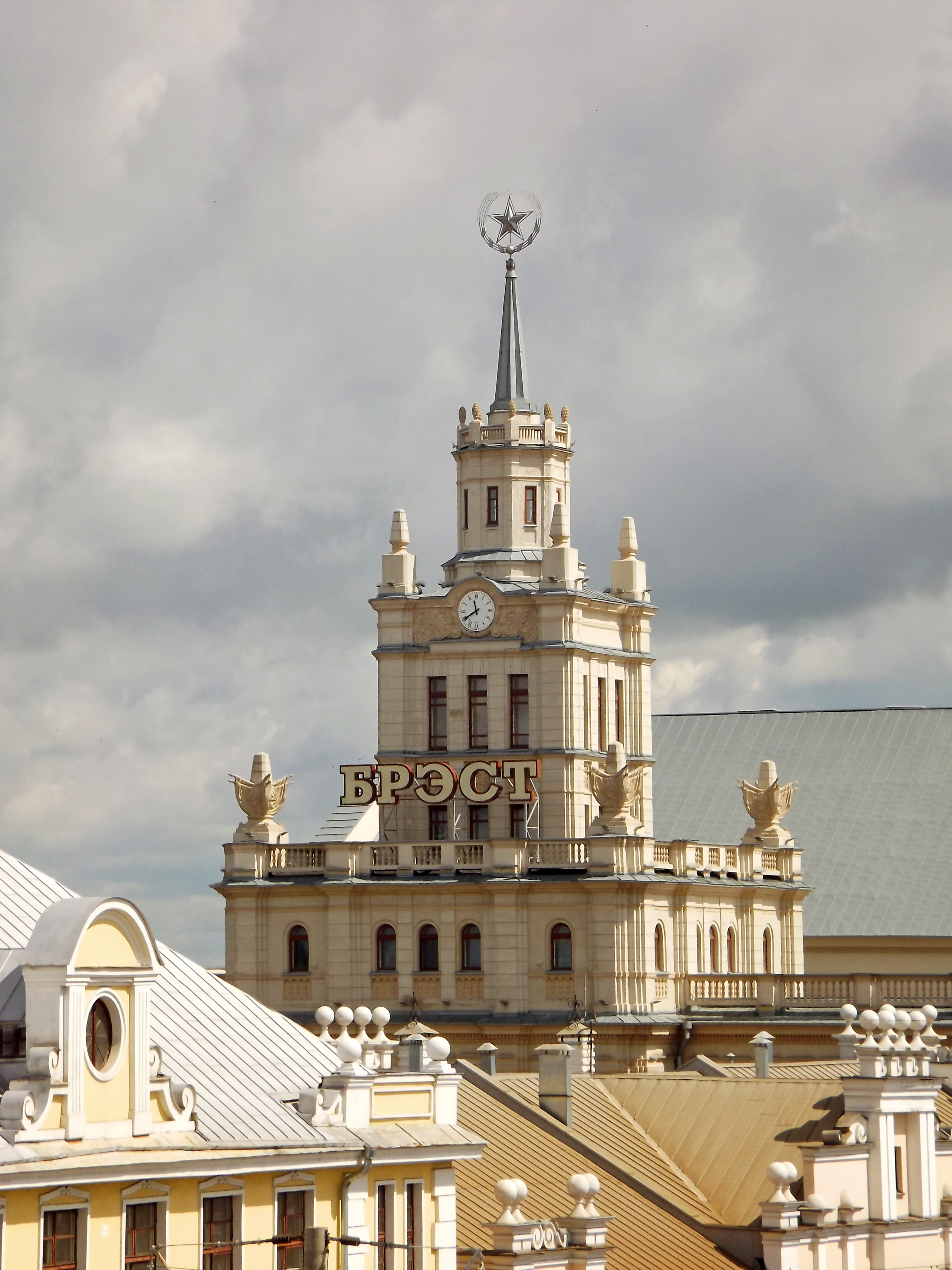
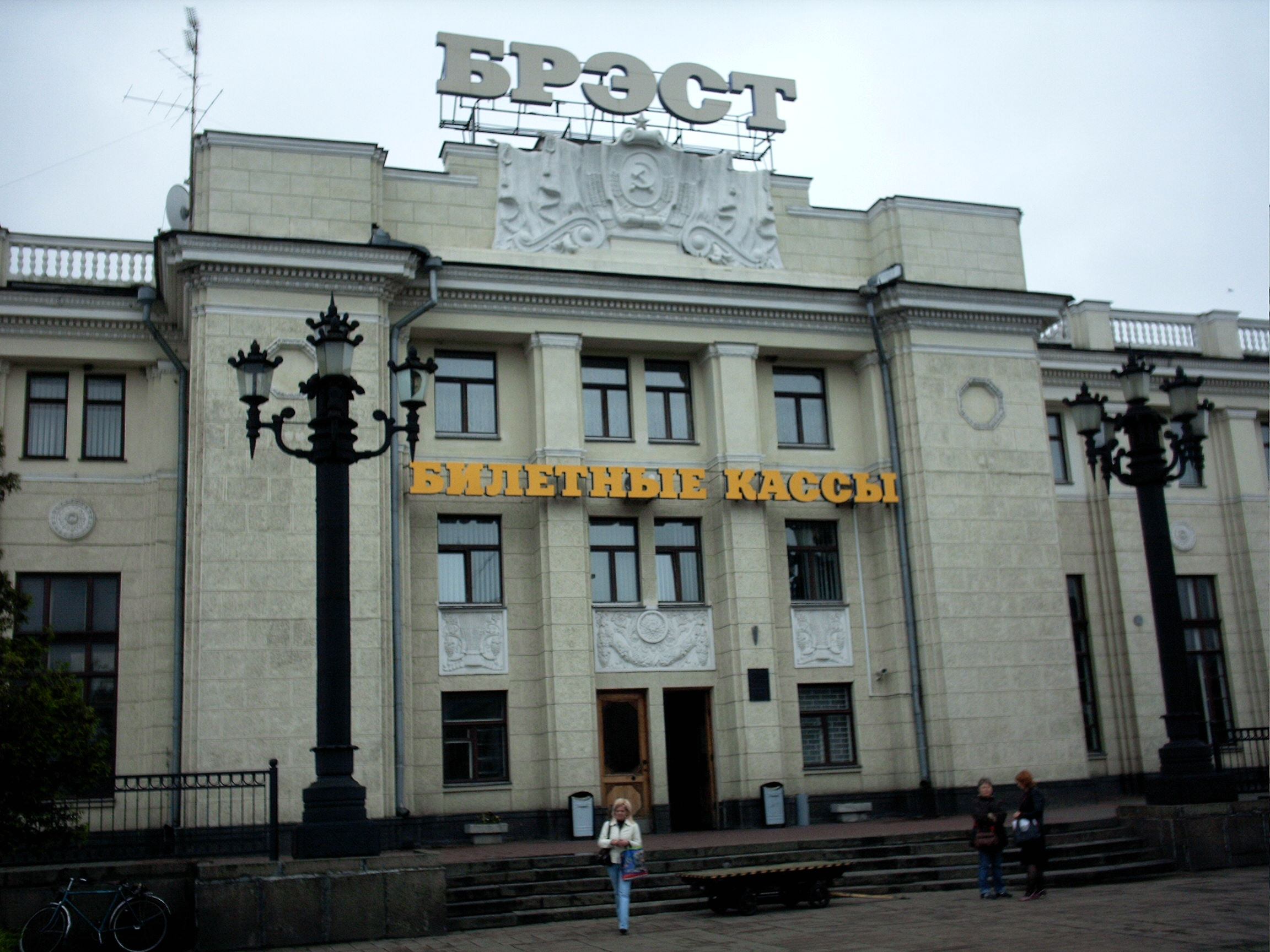
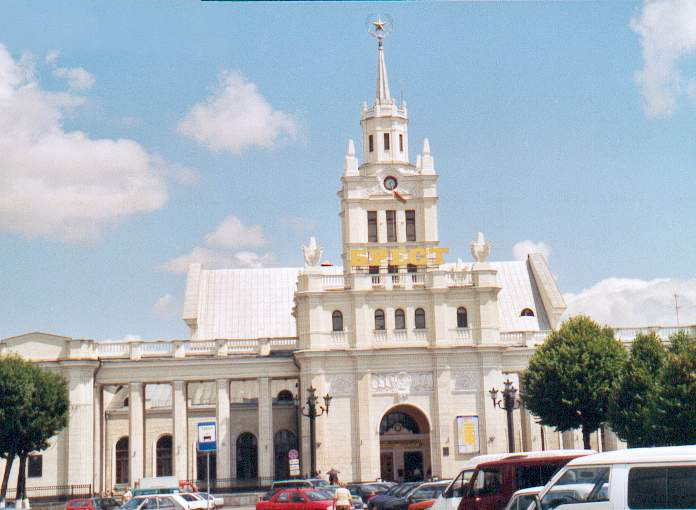
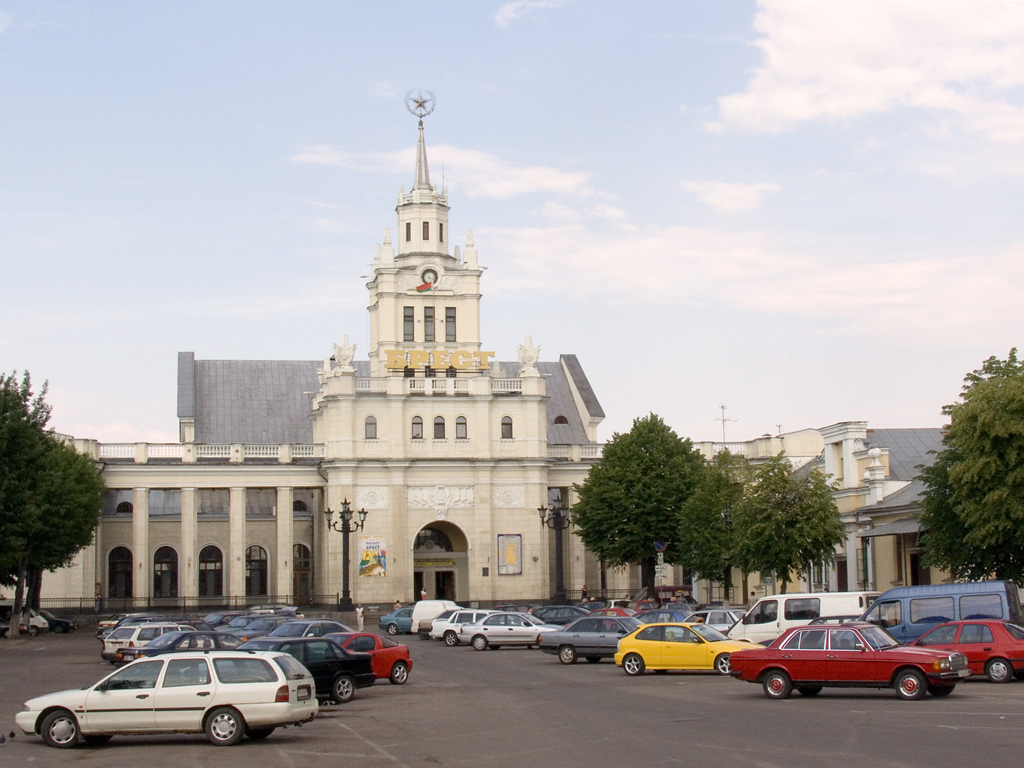

Відділення межує з Барановицьким відділенням Білоруської залізниці, Львівською (Укрзалізниця) та Польськими державними залізницями і обслуговує 6 напрямків: на Барановичі, Лунинець, Володаву, Тереспіль, Черемху (Польща), Ковель (Україна).

## Станції Берестейського відділення
| Основні станції Берестейського відділення | Основні станції Берестейського відділення | Основні станції Берестейського відділення | Основні станції Берестейського відділення             |
| Станція                                   | Фото                                      | Рік заснування                            | Напрямок                                              |
| ----------------------------------------- | ----------------------------------------- | ----------------------------------------- | ----------------------------------------------------- |
| Берестя-Центральний                       |                                           | 1886                                      | Білосток, Варшава, Барановичі, Лунинець, Ковель, Холм |
| Володава                                  |                                           | 1887                                      | Холм, Люблін-Головний                                 |
| Дрогичин                                  |                                           | 1882                                      | Жабинка, Лунинець, Калинковичі, Гомель                |
| Жабинка                                   |                                           | 1871                                      | Барановичі, Лунинець, Пінськ                          |
| Закрутин                                  |                                           | 1873                                      | Хотислав, Заболоття, Ковель                           |
| Малорита                                  |                                           | 1873                                      | Хотислав, Заболоття, Ковель                           |
| Пінськ                                    |                                           | 1882                                      | Жабинка, Лунинець, Калинковичі, Гомель                |
| Хотислав                                  |                                           | 1908                                      | Заболоття, Ковель                                     |
| Янів-Поліський                            |                                           | 1894                                      | Жабинка, Лунинець, Калинковичі, Гомель                |

## Структурні підрозділи

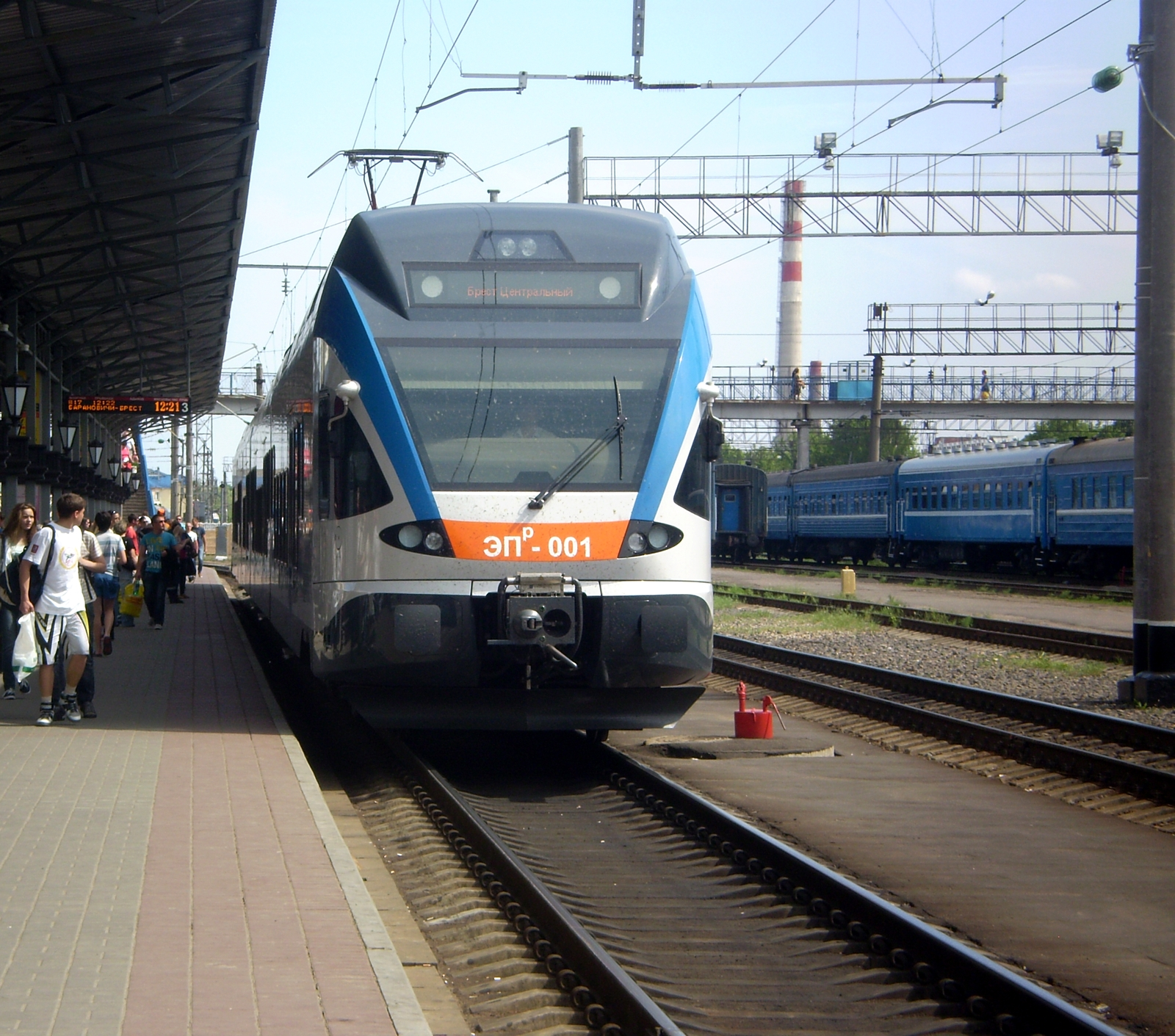
Поїзд Stadler FLIRT на станції Берестя-Центральний

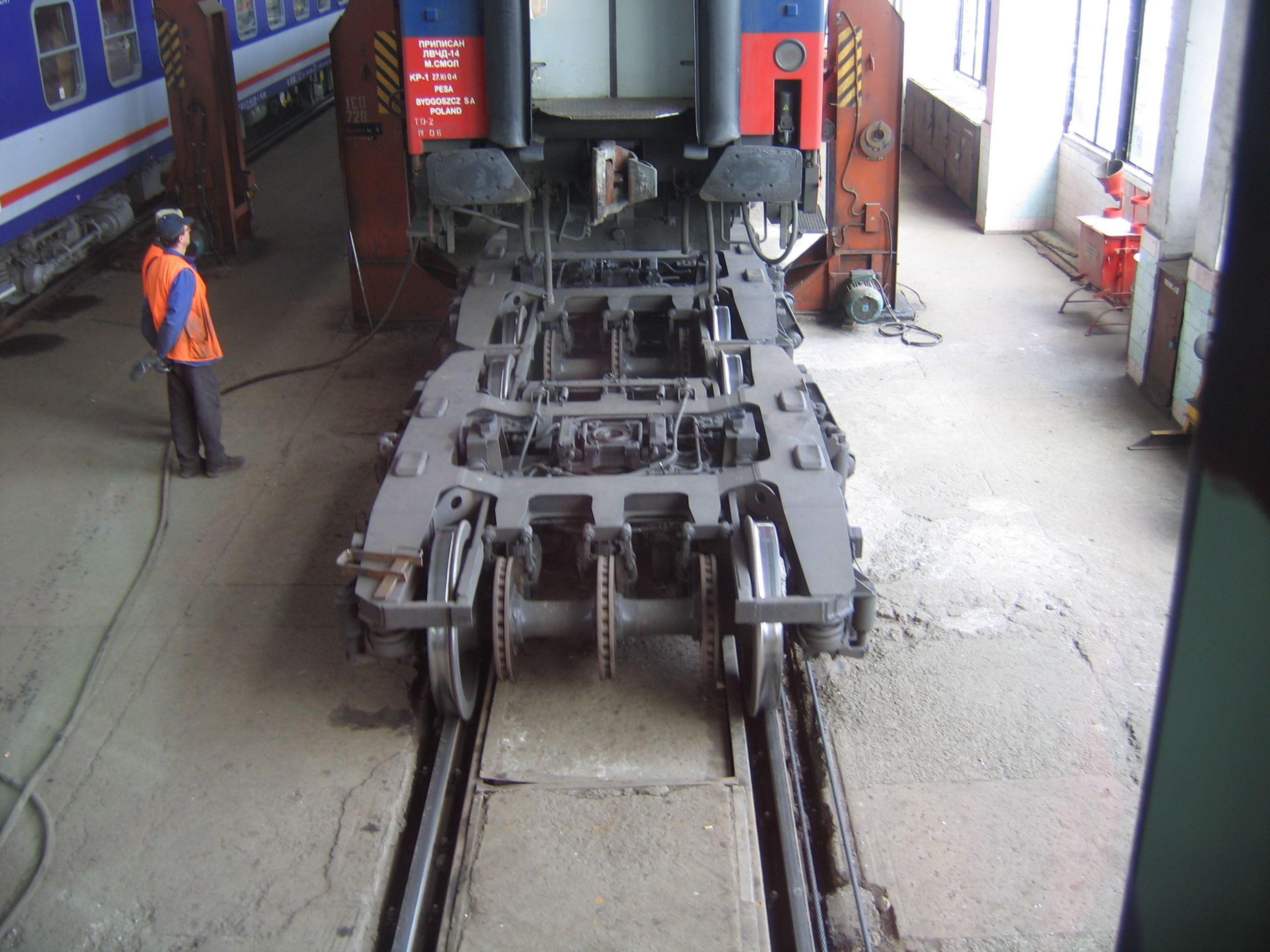
Заміна візків поїздам, що прямують у напрямку Польщі

- Станція Берестя-Центральний[3]
- Станція Берестя-Північний[4]
- Станція Берестя-Східний
- Локомотивне депо «Берестя» (ТЧ-7)[5][6]
- Берестейське вагонне депо (ВЧД-6) [Архівовано 4 травня 2021 у Wayback Machine.]
- Берестейська дістанція електропостачання
- Берестейська автобаза
- Берестейська дистанція сигналізації та зв'язку
- Берестейська дистанція колій
- Берестейська дистанція лісозахисних насаджень
- Берестявантажтранслогистик
- Берестейська дистанція цивільних споруд
- Берестейська транспортна база
- Берестейський інформаційно-обчислювальний центр експортно-імпортних перевезень
- Жабинська дистанція колій
- Відділ логістики
- Центр поселення філій
- Туристичний центр «Дортур»
- Сільськогосподарське республіканське дочірнє унітарне підприємство «Радежське»

## Соціальна сфера
- Культурно-спортивний центр
- Житловий фонд РУП «Брестське відділення Білоруської залізниці»
- Оздоровчий центр РУП «Брестське відділення Білоруської залізниці»

## Начальники відділення
| Роки         | Прізвище, ім'я, по-батькові     |
| ------------ | ------------------------------- |
| 1939—1941    | Елін Лев Давидович              |
| 1944—1946    | Гринько Самуїл Олексійович      |
| 1946—1957    | Коростильов Дмитро Павлович     |
| 1957—1971    | Яковлев Тимофій Васильович      |
| 1971—1981    | Шеніков Леонід Миколайович      |
| 1981—1984    | Шафроненко Микола Миколайович   |
| 1984—1995    | Грибовський Михайло Тимофійович |
| 1995—2002    | Жарела Володимир Ілліч          |
| 2002—2007    | Ринг Володимир Йосипович        |
| 2007—2020    | Шматов Олександр Михайлович     |
| 2020— понині | Сопот Микола Павлович           |